# Niederdombach
Niederdombach ist ein Gemeindeteil der Stadt Herrieden im Landkreis Ansbach (Mittelfranken, Bayern). Niederdombach liegt in der Gemarkung Neunstetten.

## Geografie
Das Dorf liegt am Höllmühlbach, der 100 Meter weiter westlich als linker Zufluss in die Altmühl mündet. Der Ort liegt in einem Talbecken umgeben von Ackerland und Grünland mit vereinzeltem Baumbestand. 0,75 km nordöstlich erhebt sich der Kronberg, dort steht auch die Bildsäule zur Heiligen Dreifaltigkeit. 0,5 km nördlich befindet sich die bewaldete Anhöhe Rotenberg (470 m ü. NHN). Im Südwesten jenseits der Altmühl liegt das Flurgebiet Speckwiesen.
Die Staatsstraße 2249 führt nach Neunstetten zur Staatsstraße 1066 (0,9 km südöstlich) bzw. über die Weißenmühle und Rauenbuch nach Leutershausen (4,5 km nordwestlich).

## Geschichte
Der Ort wurde 1275 als „Tunnenbach“ erstmals urkundlich erwähnt. Im Jahre 1397 wurde der Ort „Tünbach“ genannt.
Niederdombach gehörte gemäß einer Auflistung von 1830 zu einem „die Brünst“ oder „die Brunst“ genannten, seit dem Mittelalter stellenweise gerodeten umfangreichen Waldgebiet zwischen Leutershausen und Kloster Sulz mit dem Hauptort Brunst. Die Brünst war für ihre gute Rinderviehzucht bekannt; ihre 22 Dörfer galten als reich.
Im 16-Punkte-Bericht des Fürstentums Ansbach von 1684 werden für Niederdombach 7 Mannschaften verzeichnet: 1 Anwesen unterstand dem brandenburg-ansbachischen Stiftsamt Ansbach und 6 Anwesen dem eichstättischen Oberamt Wahrberg-Herrieden. Das Hochgericht übte das brandenburg-ansbachische Hofkastenamt Ansbach aus, die Dorf- und Gemeindeherrschaft und den Hirtenstab hatten das Oberamt Wahrberg-Herrieden.
1732 wie auch 1801 gab es im Ort sieben Haushalte, von denen sechs dem eichstättischen Oberamt Wahrberg-Aurach und einer Ansbach untertan waren. Von 1797 bis 1808 unterstand der Ort dem Justiz- und Kammeramt Ansbach.
Mit dem Gemeindeedikt (frühes 19. Jahrhundert) wurde Niederdombach dem Steuerdistrikt und der Ruralgemeinde Neunstetten zugewiesen. Am 1. Januar 1972 wurde diese im Zuge der Gebietsreform in Bayern nach Herrieden eingemeindet.

### Baudenkmäler
In Niederdombach gibt es vier Baudenkmäler:
- katholische St.-Antonius-Kapelle, kleiner massiver Satteldachbau mit Ziergiebel, Putzgliederung, bezeichnet 1736, mit Dachreiter, mit Ausstattung, in der Ortsmitte in der Nähe des Höllmühlbaches
- Am Forst: Bildstock mit Dreifaltigkeitsrelief, 1730, 1100 m außerhalb am Weg zur Höllmühle
- Grobwiesen: Wegkreuz, Gusseisen, zweites Drittel 19. Jahrhundert, 100 Meter außerhalb in Richtung Neunstetten
- St 2249: Wegkreuz, Kruzifix auf Steinsockel, erste Hälfte 20. Jahrhundert, 100 Meter außerhalb in Richtung Leutershausen

### Einwohnerentwicklung
| Jahr      | 001818 | 001840 | 001861 | 001871 | 001885 | 001900 | 001925 | 001950 | 001961 | 001970 | 001987 |
| Einwohner | 49     | 27     | 56     | 56     | 44     | 47     | 49     | 51     | 51     | 53     | 32     |
| Häuser    | 10     | 8      |        |        | 9      | 9      | 8      | 9      | 10     |        | 10     |
| Quelle    | [ 12 ] | [ 13 ] | [ 14 ] | [ 15 ] | [ 16 ] | [ 17 ] | [ 18 ] | [ 19 ] | [ 20 ] | [ 21 ] | [ 1 ]  |

## Religion
Der Ort ist römisch-katholisch geprägt und bis heute nach St. Vitus (Neunstetten) gepfarrt. Die Einwohner evangelisch-lutherischer Konfession waren ursprünglich nach St. Laurentius (Elpersdorf bei Ansbach) gepfarrt, heute ist die Pfarrei Herrieden zuständig.